# Gonodactylellus choprai
Gonodactylellus choprai is een bidsprinkhaankreeftensoort uit de familie van de Gonodactylidae. De wetenschappelijke naam van de soort is voor het eerst geldig gepubliceerd in 1967 door Manning.